# Доптеу
Доптеу (рум. Doptău) — село у повіті Алба в Румунії. Входить до складу комуни Шона.
Село розташоване на відстані 264 км на північний захід від Бухареста, 33 км на північний схід від Алба-Юлії, 62 км на південний схід від Клуж-Напоки, 146 км на північний захід від Брашова.